# Il maestro di coro
Il maestro di coro è un cortometraggio del 2001 scritto e diretto dal regista Marco Bellocchio.

## Trama
Un giovane maestro alle prese con un coro di soli uomini. Il coro è compatto, si muove all'unisono, ma il maestro è insoddisfatto: sente che manca qualcosa, manca la leggerezza, la passionalità, il mistero di una voce femminile.
Una notte, in un giardino vicino alla sala prove, giunge il canto di una donna, il maestro, affascinato, sembra cogliere tutta la segreta malinconia del canto.

## Produzione
Il cortometraggio è stato realizzato in tutte le sue fasi grazie alla collaborazione degli allievi del corso Farecinema 2001.
Le riprese girate completamente a Bobbio, oltre agli interpreti ed ai coristi del Coro Gerberto diretti dal maestro Edo Mazzoni, i ragazzi del corso Farecinema 2001.
La presentazione ufficiale al Torino film festival 2001 assieme all'altro cortometraggio L'affresco sempre di Marco Bellocchio.
Presentato nuovamente nella rassegna 2002 dei corti di Farecinema del Bobbio Film Festival.